# Federico Centomo
Federico Centomo, né le 11 novembre 1992 à Vérone, en Italie, est un joueur italien de volley-ball. Il mesure 1,80 m et joue libero.

## Clubs
| Club              | De        | À   |
| ----------------- | --------- | --- |
| Blu Volley Vérone | 2005-2016 | ... |